# Indalo

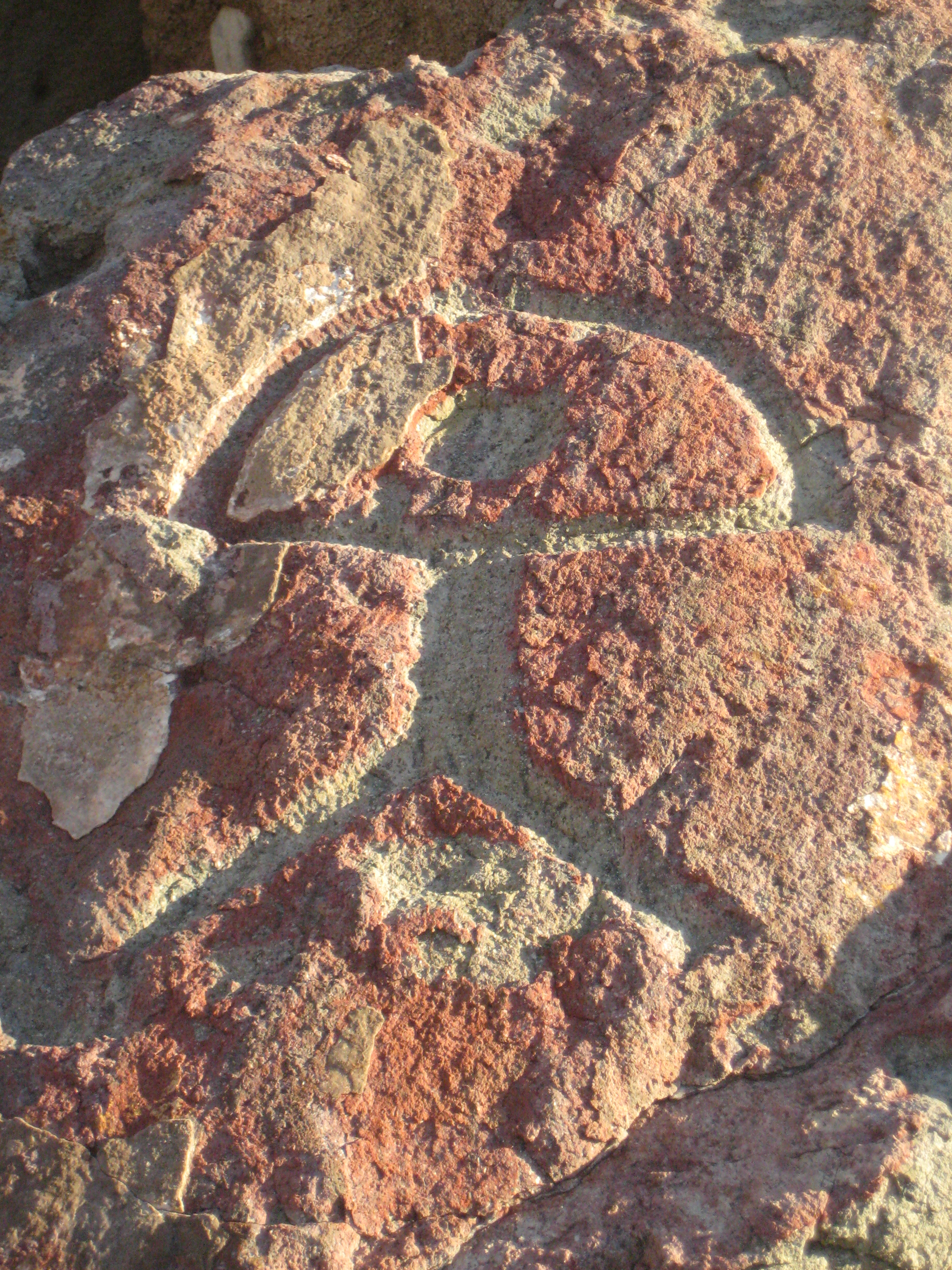
Uomo indalo, Almeria

L’Indalo è un simbolo magico preistorico trovato nella grotta di "Los Letreros" ("Le insegne") nel Parco Naturale della Sierra de María-Los Vélez a Vélez Blanco, Almería, Andalusia, Spagna .
Era consuetudine dipingere il simbolo Indalo sulla facciata di case e attività commerciali per proteggerle dal male (simile a Kokopelli degli Stati Uniti sud-occidentali) ed è considerato un totem divino.
L'indalo ha origine nel Levante, in Spagna e risale al 2500 aC. Il pittogramma è stato chiamato in memoria di San Indalezio di Urci, e significa Indal eccius (Messaggero degli dei) in lingua iberica. La leggenda vuole che l'Indalo fosse un fantasma che poteva tenere e portare un arcobaleno nelle sue mani (quindi l'arco sopra la testa dell'uomo).
L'Indalo è stato adottato come simbolo ufficiale nella provincia di Almería, in Spagna.
Il simbolo Indalo è usato anche come portafortuna nella regione di Almería. Portare il ciondolo è utile solo se è stato presentato come un regalo. Alcune persone credono anche che la storia dietro il simbolo dell'uomo Indalo parli di un uomo che fugge in una grotta per allontanarsi dalla pioggia, poi quando la pioggia si ferma, esce un arcobaleno e quando l'uomo si allontana dal muro di la grotta, l'immagine è rimasta lì. Per i diritti degli indigeni americani l'organizzazione Cultural Survival utilizza un simbolo Indalo sul proprio logo.

## Nella cultura di massa
Nel film di John Milius girato per la gran parte in Almeria, Conan il Barbaro, del 1982, in una sequenza cruciale l'attore austriaco Arnold Schwarzenegger è stato truccato sul suo viso e sulle sue mani con diversi indalo.